# Derby Wrocławia w piłce nożnej
Derby Wrocławia – derby piłkarskie z udziałem najwyżej notowanych klubów piłkarskich Wrocławia: Śląska oraz Ślęzy lub Polaru.
Bogatszą tradycję mają spotkania Śląska i Ślęzy, rozgrywane od 1947 roku 19 razy. Mecze Śląska i Polaru odbyły się sześciokrotnie.
Na centralnym szczeblu rozgrywek ligowych derby odbyły się ośmiokrotnie w II lidze: czterokrotnie pomiędzy Śląskiem a Ślęzą w latach 1993-1995 i czterokrotnie pomiędzy Śląskiem a Polarem w latach 1999-2003.
Derbami Wrocławia bywają także nazywane spotkania Ślęzy z zespołem rezerw Śląska.

## Kluby
| Porównanie klubów                                                | Porównanie klubów                           | Porównanie klubów                                             |
| ---------------------------------------------------------------- | ------------------------------------------- | ------------------------------------------------------------- |
| Śląsk Wrocław (najbardziej utytułowany klub piłkarski Wrocławia) |                                             | Ślęza Wrocław (najstarszy polski klub piłkarski we Wrocławiu) |
| 1947                                                             | rok założenia                               | 1945                                                          |
| 1. m-ce w Ekstraklasie (1976/1977, 2011/2012)                    | najwyższa lokata ligowa                     | 3. m-ce w II lidze (1992/1993)                                |
| zwycięstwo (2x)                                                  | najdalszy osiągnięty etap w Pucharze Polski | 1/8 finału (1994/1995)                                        |
| 39                                                               | liczba sezonów w Ekstraklasie               | –                                                             |
| 9.                                                               | miejsce w tabeli wszech czasów Ekstraklasy  | –                                                             |
| 16 sierpnia 1964 0:3 z Szombierkami Bytom                        | debiut w Ekstraklasie                       | –                                                             |
| 22                                                               | liczba sezonów w II lidze                   | 11                                                            |
| 1951                                                             | debiut w II lidze                           | 1954                                                          |
| Ekstraklasa                                                      | obecny poziom ligowy (2018/19)              | III liga                                                      |

| Lp. | Poziom, rok | Bilans     |
| --- | ----------- | ---------- |
| 1.  | II, 1947    | 0-0-1 (+1) |
| 2.  | II, 1948    | 1-0-1 (0)  |
| 3.  | III, 1948   | 1-0-2 (+1) |
| 4.  | III, 1949   | 2-0-2 (0)  |
| 5.  | III, 1949   | 3-0-2 (+1) |
| 6.  | III, 1950   | 3-0-3 (0)  |
| 7.  | III, 1950   | 4-0-3 (+1) |
| 8.  | III, 1952   | 4-0-4 (0)  |
| 9.  | III, 1952   | 4-1-4 (0)  |
| 10. | III, 1953   | 5-1-4 (+1) |
| 11. | III, 1953   | 6-1-4 (+2) |
| 12. | III, 1955   | 6-1-5 (+1) |
| 13. | III, 1955   | 6-1-6 (0)  |
| 14. | III, 1956   | 7-1-6 (+1) |
| 15. | III, 1956   | 8-1-6 (+2) |
| 16. | II, 1993    | 8-1-7 (+1) |
| 17. | II, 1994    | 9-1-7 (+2) |
| 18. | II, 1994    | 9-2-7 (+2) |
| 19. | II, 1995    | 9-2-8 (+1) |

## Bilans
| rozgrywki                                                             | liczba spotkań | zwycięstwa Ślęzy | remisy | zwycięstwa Śląska | bramki           |
| --------------------------------------------------------------------- | -------------- | ---------------- | ------ | ----------------- | ---------------- |
| II poziom ligowy (Klasa A do 1948, od 1949 do 2008 II liga)           | 6              | 2                | 1      | 3                 | 15:8 dla Śląska  |
| III poziom ligowy (Klasa A od 1948 do 1952, od 1953 do 2008 III liga) | 13             | 7                | 1      | 5                 | 26:21 dla Ślęzy  |
| łącznie                                                               | 19             | 9                | 2      | 8                 | 36:34 dla Śląska |

## Pozycje ligowe
| Poziom ligowy                                     | 89    | 90    | 91    | 92    | 93    | 94    | 95    | 96    | 97    | 98    | 99    | 00    | 01    | 02    | 03    | 04    | 05    | 06    | 07    | 08    | 09    | 10    | 11    | 12    | 13    | 14    | 15    | 16    | 17    | 18    |
| ------------------------------------------------- | ----- | ----- | ----- | ----- | ----- | ----- | ----- | ----- | ----- | ----- | ----- | ----- | ----- | ----- | ----- | ----- | ----- | ----- | ----- | ----- | ----- | ----- | ----- | ----- | ----- | ----- | ----- | ----- | ----- | ----- |
| I: (I liga do 2008, od 2008 Ekstraklasa)          | 9     | 10    | 7     | 6     | 16    |       |       | 14    | 17    |       |       |       | 11    | 15    |       |       |       |       |       |       | 6     | 9     | 2     | 1     | 3     | 9     | 4     | 10    | 11    |       |
| II: (II liga do 2008, od 2008 I liga)             | 16    |       |       | 9     | 3     | 4     | 1     | 16    |       | 3     | 3     | 1     |       |       | 15    |       |       | 4     | 9     | 2     |       |       |       |       |       |       |       |       |       |       |
| II: (II liga do 2008, od 2008 I liga)             | 16    | 5     | 9     | 9     | 3     |       |       | 16    |       | 3     | 3     | 1     |       |       | 15    |       |       | 4     | 9     | 2     |       |       |       |       |       |       |       |       |       |       |
| III: (III liga do 2008, od 2008 II liga)          |       | 11    | 2     |       |       |       |       |       | 10    | 11    |       |       |       |       |       | 2     | 1     |       |       |       | 3     | 18    |       |       |       |       |       |       |       |       |
| IV: (IV liga do 2008, od 2008 III liga)           |       |       |       |       |       |       |       |       |       |       | 13    | 14    | 9     |       |       |       |       |       |       |       |       |       |       |       | 2     | 1     | 6     | 3     | 10    |       |
| V: (liga/klasa okręgowa do 2008, od 2008 IV liga) |       |       |       |       |       |       |       |       |       |       |       |       |       | 4     | 3     | 12    | 16    |       |       | 1     | 6     |       | 6     | 1     |       |       |       |       |       |       |
| VI: (Klasa A do 2008, od 2008 klasa okręgowa)     |       |       |       |       |       |       |       |       |       |       |       |       |       |       |       |       |       | 6     | 1     |       |       |       |       |       |       |       |       |       |       |       |
| Legenda:                                          | Śląsk | Śląsk | Śląsk | Śląsk | Śląsk | Śląsk | Śląsk | Śląsk | Śląsk | Śląsk | Śląsk | Śląsk | Śląsk | Śląsk | Śląsk | Ślęza | Ślęza | Ślęza | Ślęza | Ślęza | Ślęza | Ślęza | Ślęza | Ślęza | Ślęza | Ślęza | Ślęza | Ślęza | Ślęza | Ślęza |